# Wilhelm Plenkner
Wilhelm Plenkner, křtěný Wilhelm August, česky Vilém Plenkner (31. července 1848 Praha – 17. ledna 1917 Praha) byl český vodohospodářský a železniční inženýr. Po smrti dr. Otto Intzeho pokračoval v návrzích přehrad na vodních tocích v Jizerských horách. Navrhl dvě dvojice přehradních nádrží. V rámci těchto dvojic naplánoval ještě speciální štoly, které měly přilepšovat vodou z jedné přehrady do druhé. S ohledem na finanční možnosti se realizovala pouze jedna dvojice, a sice na Bílé a Černé Desné. Přehrada na Bílé Desné se ovšem asi za 10 měsíců po zkolaudování protrhla (říká se jí proto „Protržená přehrada“) a zbyla tak jen přehrada Souš na Černé Desné.

## Dílo
- PLENKNER, Wilhelm. Einige Bemerkungen über das Verhältniss der Techniker zum Privat- und Staatsbaudienst in Oesterreich und Preussen sowie die diesbezüglichen Principien und Verordnungen selbst / nach citirten Quellen von Wilhelm Plenkner. Prag: J.G. Calve’sche k.k. Hof- & Universitäts-Buchhandlung Ottomar Beyer, 1887. 99 s. (německy)
- PLENKNER, Vilém. Studia ku vyšetření tvaru podélného profilu hladiny Vltavské v Praze pro větší vody a o její důležitosti pro budoucí regulaci vůbec. Praha: Vilém Plenkner, 1889. 23 s.
- PLENKNER, Vilém. Technické výklady k návrhu splavnění Vltavy v obvodu Pražském i o následcích a výhodách jeho pro mlýnské závody téhož obvodu. Praha: Nákladem společenstva mlynářů Pražských, 1891. 42 s.
- PLENKNER, Vilém. Uplavnění řek methodou kanalizační a průběžná studia k regulaci řek vůbec se zvláštním zřetelem na řeky české. Praha: Vilém Plenkner, 1887. 530 s.